# 박성재 (야구 선수)
박성재(2002년 11월 18일 ~ )는 KBO 리그 두산 베어스의 포수이다.

## 두산 베어스시절
2021년에 입단하였다. 2021년 10월 22일 SSG 랜더스와의 경기에 출전하며 데뷔 첫 경기를 치렀고, 경기에서 1타수 무안타를 기록했다.

## 상무 야구단시절
2023년 5월에 입단하였다.

## 출신 학교
- 부산 가산초등학교
- 부산개성중학교
- 부산고등학교